# Oględa (góra)
Oględa, Góra Obszerna (niem. Überschaarberg) –  wzniesienie o wysokości 573 m n.p.m. w Górach Bardzkich, w Sudetach Środkowych.

## Położenie i opis
Wzniesienie położone jest w Sudetach Środkowych, w południowo-wschodniej części Grzbietu Wschodniego Gór Bardzkich, na grzbiecie  odchodzącym od rozrogu Kłodzkiej Góry w kierunku zachodnim. Wznosi się około 4,8 km na wschód od centrum Kłodzka.
Wzniesienie o wyraźnie zaznaczonym małym wierzchołku. Wzniesienie jest ostańcem denudacyjnym. Ma postać wydłużonej równoleżnikowo kulminacji o opadających stromo zboczach w kierunku południowym i północnym. Wznosi się w długim, bocznym ramieniu Grzbietu Wschodniego, ciągnącym się od Kłodzkiej Góry w stronę Kłodzka. Położenie góry pomiędzy Jedlakiem i Kostrą, na południowo-wschodnim skraju Gór Bardzkich, których boczne ramię głęboko wcina się w Kotlinę Kłodzką, czyni górę rozpoznawalną w terenie.
Wzniesienie zbudowane jest z dolnokarbońskich piaskowców szarogłazowych i łupków ilastych struktury bardzkiej, których partie położone na południowo-wschodnich zboczach zostały częściowo zmetamorfizowane kontaktowo w wyniku oddziaływania intruzji kłodzko-złotostockiej. Niższe partie zboczy pokrywają gliny zwałowe od południa i osady deluwialne od północy. Na południowo-zachodnim zboczu u podnóża góry znajduje się niewielkie złoże lidytów, które w przeszłości były eksploatowane.
Cały szczyt i górne partie zboczy powyżej poziomu 420 m porastają, głównie lasy świerkowe, natomiast u podnóża ciągną się użytki rolne.
Pod szczytem na północnym zboczu, przy leśnej drodze, stoi kamień o wysokości ok. 1,0 m, z wykutymi cyframi 578. Od szczytu w kierunku Kłodzkiej Góry przy grzbietowej ścieżce stoją kamienne słupki graniczne z monogramami H.W. i D.N. i datami, wskazującymi na ich XVIII-wieczne pochodzenie.
Na południowo-zachodnim zboczu u podnóża góry znajdują się ślady wyrobisk po istniejących w przeszłości kamieniołomach.

## Turystyka
Przez szczyt wzniesienia prowadzi szlak turystyczny:
- – żółty szlak z dworca PKP Kłodzko Miasto w Kłodzku na Kłodzką Górę[1].